# Andreas Horn
Andreas Horn (ur. 31 stycznia 1962) – niemiecki lekkoatleta specjalizujący się w pchnięciu kulą. W czasie swojej kariery reprezentował Niemiecką Republikę Demokratyczną.
Dwukrotnie zdobył medale mistrzostw Europy juniorów, w 1979 r. zdobył w Bydgoszczy medal srebrny (z wynikiem 18,30 m; za Remigiusem Machurą), natomiast w 1981 r. w Utrechcie – medal złoty (z wynikiem 18,71 m). W 1985 r. zdobył brązowy medal halowych mistrzostw NRD.
Rekord życiowy w pchnięciu kulą: 20,49 – Schwerin 04/06/1985